# جامع مساجد (هونغ كونغ)

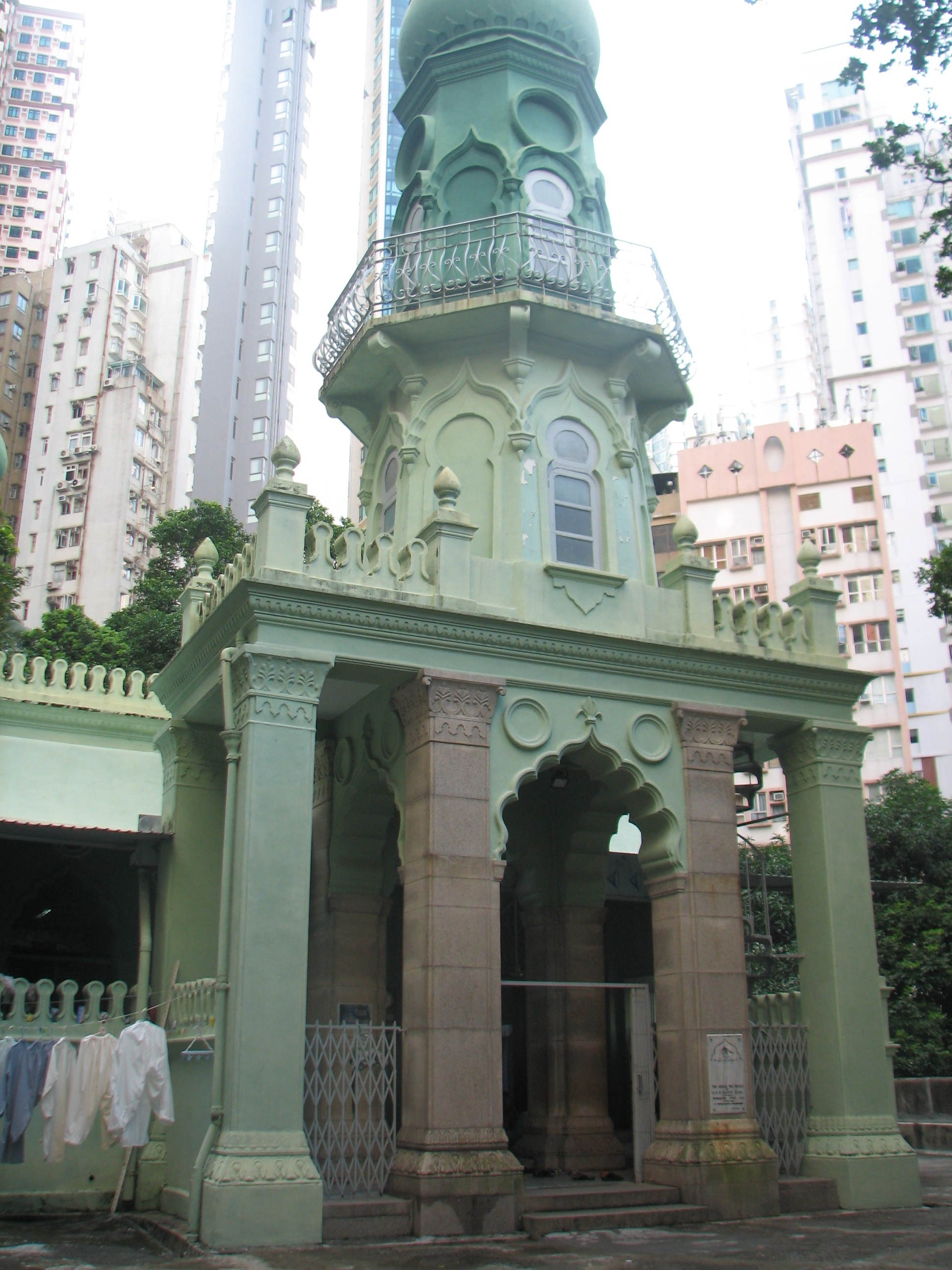
جامع مساجد

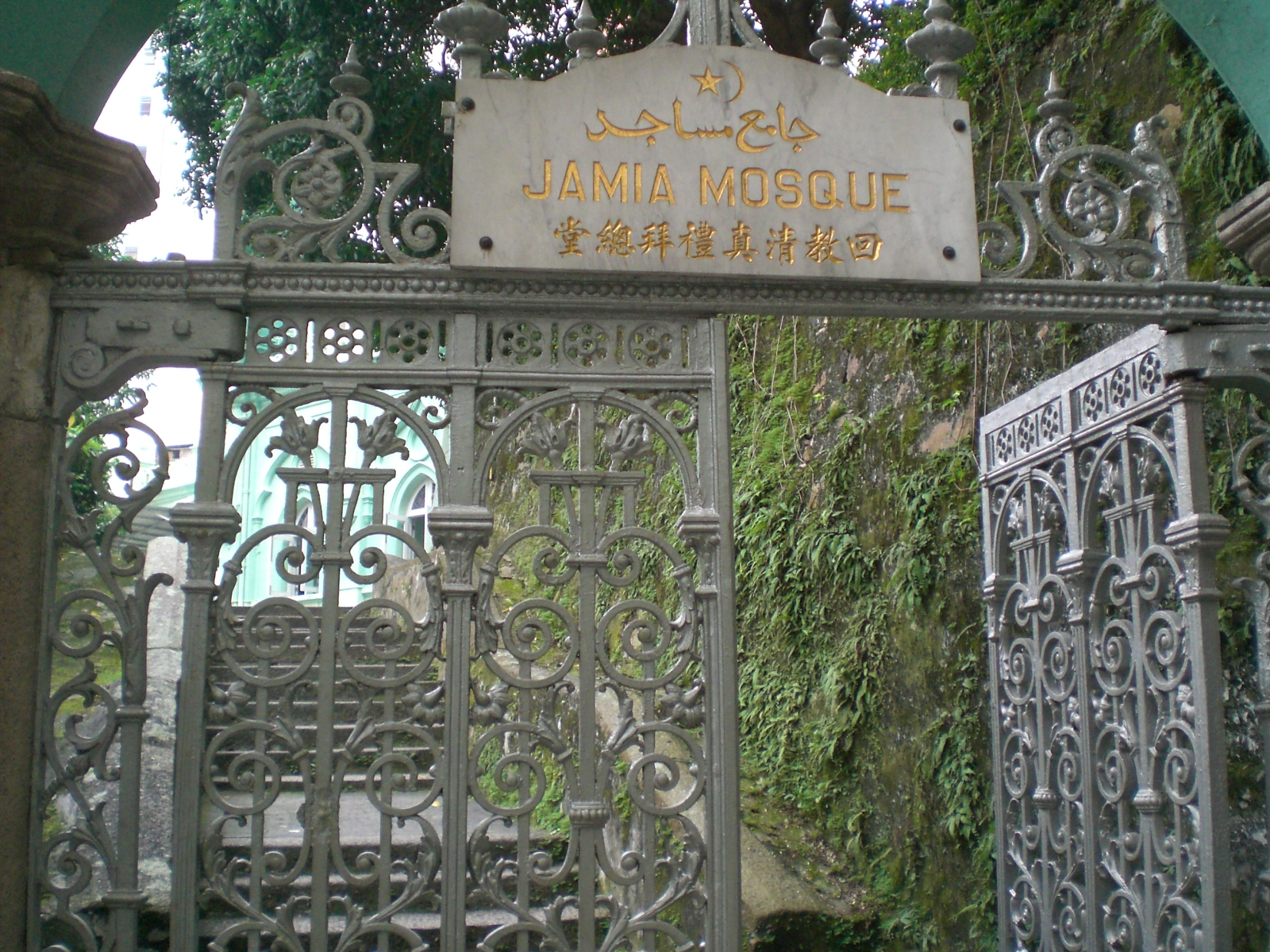
اسم المسجد مكتوب باللغة العربية والصينية وبالأحرف اللاتينية

جامع مساجد (بالصينية: 些利街清真寺) أو مسجد شارع شيلي (بالصينية: 回教清真禮拜總堂) هو مبنى تاريخي في هونغ كونغ. تم بناء المسجد في عام 1849. وتم توسيع المسجد في عام 1915.